# Sztucer (instalacje)
Sztucer – pojęcie stosowane w technice instalacyjnej;
- w kanalizacji - oznacza jedną z odmian elementów łączących rury kanalizacyjne z armaturą.
- w wentylacji - element instalacji zakończony z jednej strony kołnierzem, zwykle montowany na końcu wywiewnym/nawiewnym kanału wentylacyjnego.

Nazwa wywodzi się z niem. stutzen - "obcinać", nawiązuje do krótkiej ("obciętej") rury.